# Meridià 145 a l'est
El meridià 145 a l'est de Greenwich és una línia de longitud que s'estén des del pol Nord travessant l'oceà Àrtic, Àsia, l'oceà Índic, l'oceà Antàrtic, Austràlia i l'Antàrtida fins al pol Sud.
El meridià 145 a l'est forma un cercle màxim amb el meridià 35 a l'oest. Com tots els altres meridians, la seva longitud correspon a una semicircumferència terrestre, uns 20.003,932 km. Al nivell de l'Equador, és a una distància del meridià de Greenwich de 16.141 km.

## De Pol a Pol
Començant en el pol Nord i dirigint-se cap al pol Sud, aquest meridià travessa:
| Coordenades                               | País, territori o mar      | Notes |
| ----------------------------------------- | -------------------------- | --- |
| 90° 0′ N, 145° 0′ E / 90.000°N,145.000°E  | Oceà Àrtic                 | |
| 75° 37′ N, 145° 0′ E / 75.617°N,145.000°E | Rússia                     | Sakhà — Illa Kotelni, illes de Nova Sibèria |
| 75° 27′ N, 145° 0′ E / 75.450°N,145.000°E | Mar de la Sibèria Oriental | |
| 72° 35′ N, 145° 0′ E / 72.583°N,145.000°E | Rússia                     | Sakhà Óblast de Magadan — des de 62° 14′ N, 145° 0′ E / 62.233°N,145.000°E Krai de Khabàrovsk — des de 62° 1′ N, 145° 0′ E / 62.017°N,145.000°E |
| 59° 22′ N, 145° 0′ E / 59.367°N,145.000°E | Mar d'Okhotsk              | passa a l'est de l'illa de Sakhalín, óblast de Sakhalín, Rússia (at 48° 39′ N, 144° 45′ E / 48.650°N,144.750°E) |
| 44° 4′ N, 145° 0′ E / 44.067°N,145.000°E  | Japó                       | Prefectura de Hokkaidō — illa de Hokkaidō |
| 42° 59′ N, 145° 0′ E / 42.983°N,145.000°E | Oceà Pacífic               | passa a l'est de l'illa Farallón de Pájaros, Illes Mariannes Septentrionals (a 20° 32′ N, 144° 54′ E / 20.533°N,144.900°E) · Passa a l'oest de Rota island, Illes Mariannes Septentrionals (a 14° 7′ N, 145° 7′ E / 14.117°N,145.117°E) · passa a l'est de Guam (a 13° 35′ N, 144° 57′ E / 13.583°N,144.950°E) · Passa a l'oest de les illes Hermit, Papua Nova Guinea (a 1° 33′ S, 145° 1′ E / 1.550°S,145.017°E) i en el mar de Bismarck |
| 4° 3′ S, 145° 0′ E / 4.050°S,145.000°E    | Papua Nova Guinea          | illa de Manam |
| 4° 7′ S, 145° 0′ E / 4.117°S,145.000°E    | Oceà Pacífic               | Mar de Bismarck |
| 4° 19′ S, 145° 0′ E / 4.317°S,145.000°E   | Papua Nova Guinea          | |
| 7° 49′ S, 145° 0′ E / 7.817°S,145.000°E   | Mar del Corall             | passa a l'est de l'illa Howick, Queensland, Austràlia (a 14° 30′ S, 144° 59′ E / 14.500°S,144.983°E) |
| 14° 45′ S, 145° 0′ E / 14.750°S,145.000°E | Austràlia                  | Queensland Nova Gal·les del Sud — des de 29° 0′ S, 145° 0′ E / 29.000°S,145.000°E Victoria — des de 35° 51′ S, 145° 0′ E / 35.850°S,145.000°E, passa a través de Melbourne (a 37° 50′ S, 144° 55′ E / 37.833°S,144.917°E) |
| 37° 57′ S, 145° 0′ E / 37.950°S,145.000°E | Badia de Port Phillip      | |
| 38° 16′ S, 145° 0′ E / 38.267°S,145.000°E | Austràlia                  | Victoria — Península de Mornington |
| 38° 29′ S, 145° 0′ E / 38.483°S,145.000°E | Estret de Bass             | passa a l'est de l'illa Three Hummock, Tasmània, Austràlia (a 40° 25′ S, 144° 58′ E / 40.417°S,144.967°E) |
| 40° 41′ S, 145° 0′ E / 40.683°S,145.000°E | Austràlia                  | Tasmània — illa de Robbins i terra ferma |
| 41° 46′ S, 145° 0′ E / 41.767°S,145.000°E | Oceà Índic                 | Les autoritats australianes consideren això com a part de l'oceà Antàrtic[3][4] |
| 60° 0′ S, 145° 0′ E / 60.000°S,145.000°E  | Oceà Antàrtic              | |
| 67° 0′ S, 145° 0′ E / 67.000°S,145.000°E  | Antàrtida                  | Territori Antàrtic Australià, reclamat per Austràlia |